# Horace-Bénédict de Saussure

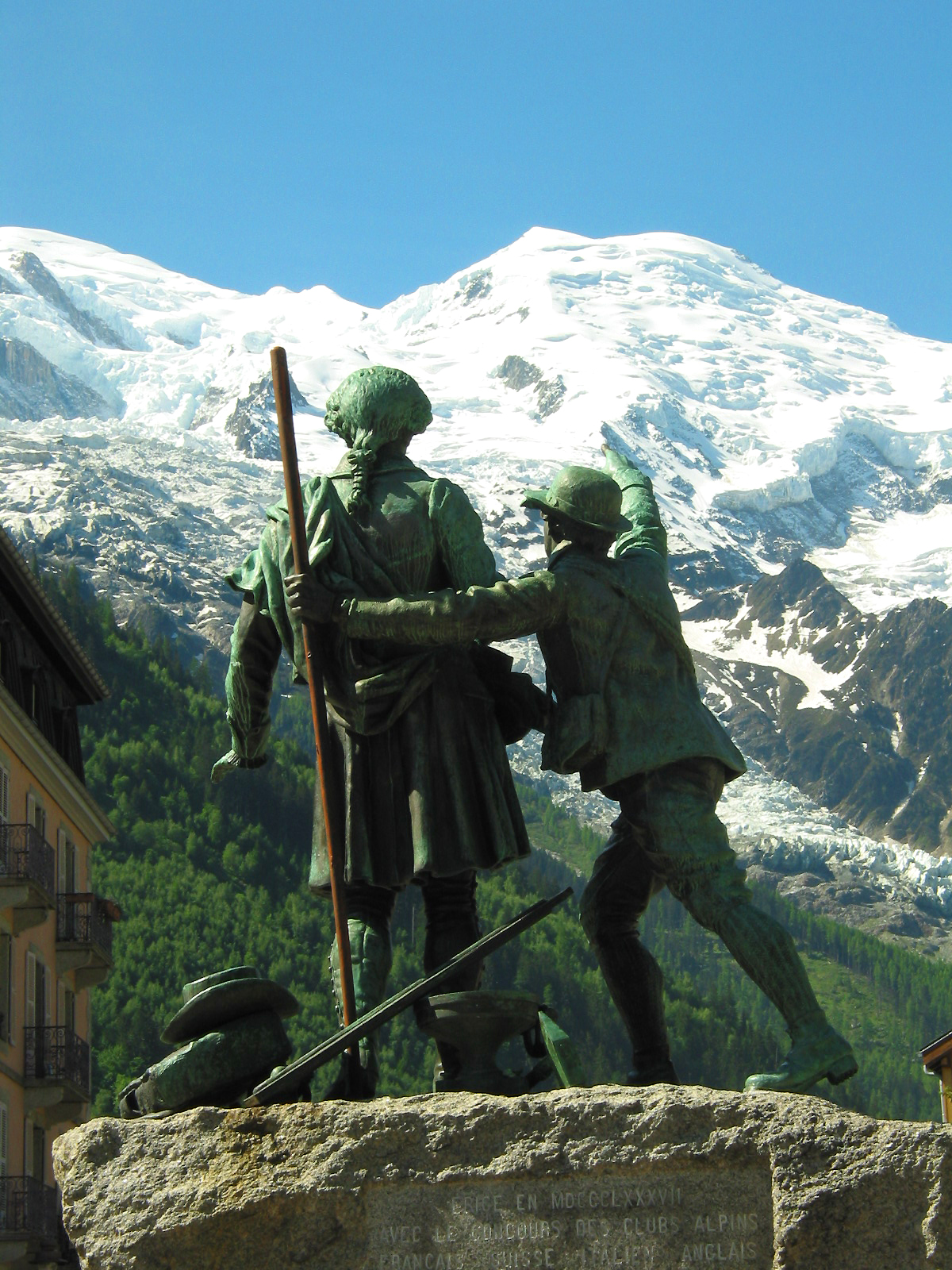
Los mismos mirando hacia el Mont Blanc.

Horace Bénédict de Saussure (Chêne-Bougeries, cantón de Ginebra, 17 de febrero de 1740 - Ginebra, 22 de enero de 1799), aristócrata naturalista y geólogo suizo, conocido como el fundador del alpinismo.

## Vida
Influenciado por su padre y su tío materno, Charles Bonnet, se dedicó a la botánica. En 1758, se encuentra con Albrecht von Haller. En 1762 es nombrado, con 22 años, profesor de filosofía en la Academia de Ginebra. Durante el otoño de 1768, se convierte en alumno de la Royal Society después de una visita a Gran Bretaña. En 1772, funda en Ginebra la Société pour l'Avancement des Arts, Sociedad para el Desarrollo de las Artes. En 1791, su salud empieza a decaer y tiene problemas financieros, pero consigue terminar sus grandes obras en 1796, antes de morir.

## Obra
Su interés por la botánica lo llevó a emprender viajes por los Alpes, y a partir de 1773 empieza a estudiar la geología y la física de esta región. Los resultados de su trabajo atraen la atención de los turistas en las regiones de Chamonix y Zermatt. En 1760, con el fin de calcular la altitud del Mont Blanc, promete una fuerte recompensa al primero que encuentre el camino y llegue a la cima. Participa él mismo en varias tentativas, especialmente con Marc Théodore Bourrit por el itinerario de l'Aiguille du Goûter.
El 8 de agosto de 1786, Jacques Balmat y el doctor Michel Paccard pasando por los Grands Mulets llegan al fin a la cima. El 3 de agosto de 1787, acompañado por su mayordomo y dieciocho guías, Saussure es conducido a su vez hasta la cima, donde ordena instalar una tienda de campaña antes de proceder al cálculo de la altitud.
En 1788 pasa diecisiete días haciendo observaciones desde la cresta del Col du Géant. En 1774 escala el Grammont, en 1778 explora el glaciar de Valsorey, cerca del puerto del Gran San Bernardo. En 1789 sube al Pizzo Bianco (cerca de Macugnaga) y atraviesa por primera vez el col de Saint-Théodule en Zermatt. Haciendo observaciones, explora el Theodulhorn. En 1780 escala la Roche Michel, encima del puerto del Mont Cenis.
Las descripciones de siete de sus viajes alpinos y de sus observaciones científicas están editadas en cuatro volúmenes, bajo el título de Voyages dans les Alpes (Viajes por los Alpes).
Coleccionaba las plantas más interesantes; indicaba en el margen, en rojo, el número que debía probablemente corresponder a su herbario y apuntaba, con lápiz o con pluma, información complementaria, el lugar y la fecha en las que había encontrado cada planta.
Como meteorólogo portaba barómetros y termómetros de puntos de ebullición a las cimas de las más altas montañas, estimando la humedad relativa de la atmósfera a diferentes alturas, su temperatura, la fuerza de la radiación solar, la composición del aire y su transparencia. Luego, siguiendo la humedad precipitada, investigaba la temperatura de la tierra a varias alturas. También estudió las condiciones y temperaturas de arroyos, ríos, glaciares y lagos.
En su Essai sur l'hygrométrie (Ensayo sobre la higrometría), publicado en 1783, registró experiencias hechas con varias formas de higrómetro en varios climas y temperaturas, y comparando entre su higrómetro de cabello y de otros tipos. Inventó y mejoró muchas clases de aparatos, incluyendo el magnetómetro, cianómetro para estimar la azulidad del cielo; el diafánometro: para la diafanidad del cielo, el anemómetro y el eudiómetro.
Su hijo Nicolas-Théodore de Saussure fue un notable especialista en química orgánica. Y su hija Albertine Necker de Saussure, pionera en la educación de mujeres.

## Reconocimientos
- 1788: elegido miembro extranjero de la Royal Society of London;[13]

### Eponimia

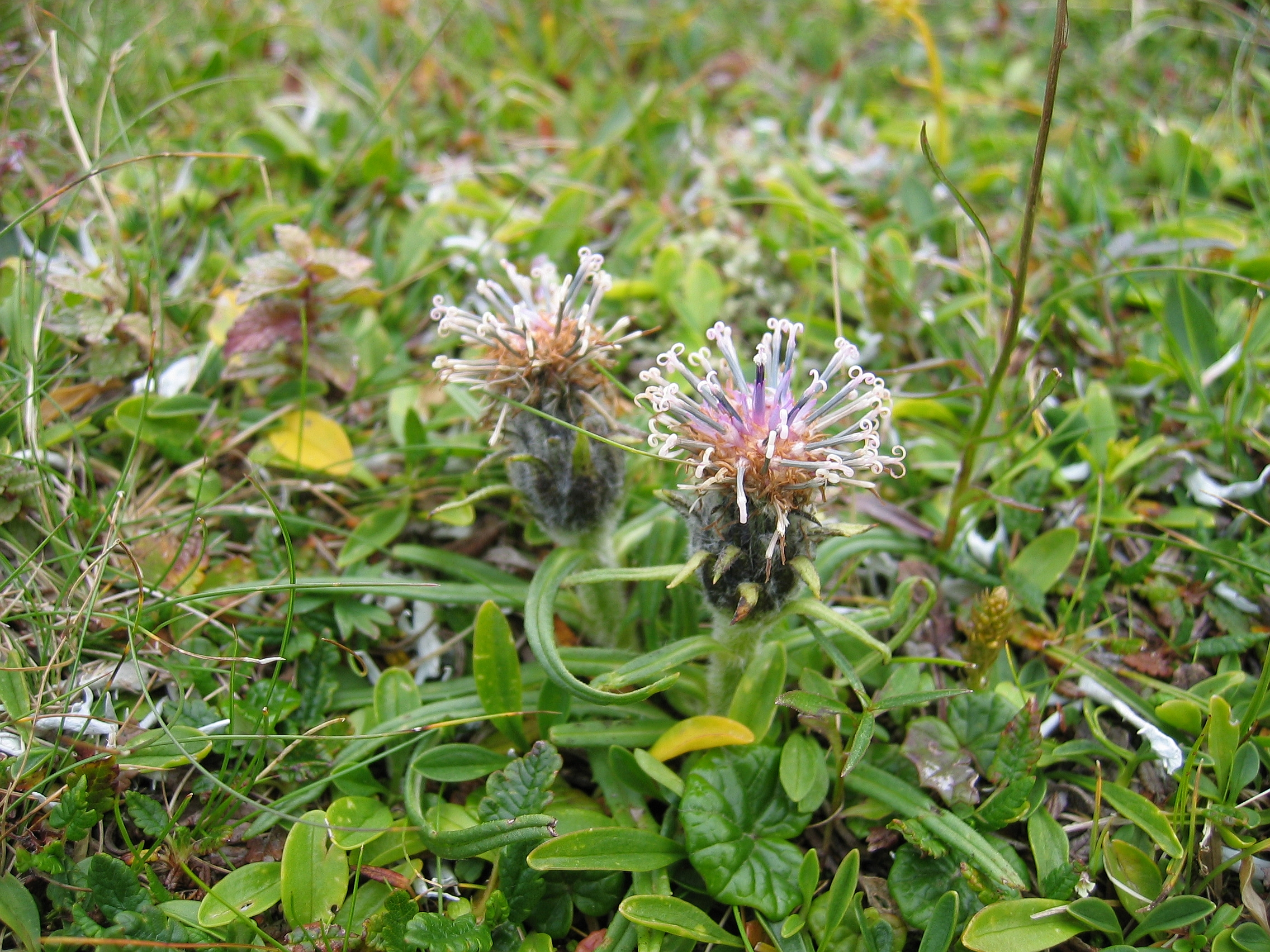
Saussurea pygmaea, del genus nombrado en su honor.

- El género de plantas alpina Saussurea (Salisb.) DC. 1810, de zonas altas, fue nombrada en su honor.
- Su obra como geólogo fue también reconocida: el mineral saussurita lleva su nombre.
- El cráter lunar Saussure lleva este nombre en su memoria.[14]
- El asteroide (13580) de Saussure[15] conmemora su nombre y el del lingüista suizo del mismo apellido Ferdinand de Saussure (1857-1913).
- De Saussure fue recordado en el billete de 20 francos suizos.

## Publicaciones
- Observations sur l'écorce des feuilles et des pétales. 102 p. Genf 1762

- La manière de provigner la vigne sans engrais. 23 p. Frontenex 1773

- Systema plantarum secundum classes, ordines, genea, species, cum characteribus, differentis; nominibus trivialibus, synonimis selectis, et locis natilbus. Fráncfort del Meno, Varrentrapp Fils et Wenner, 1779

- Voyages dans les Alpes., Genf 1779-96 (4 tomos)

- Essais Sur L'Hygrométrie. 542 p. Samuel Fauche Pere Et Fils, Neuchatel 1783

- Relation abrégée d'un voyage à la Cime du Mont-Blanc: en août 1787. 38 p. Barde & Manget Genf 1787

- deutsche Fassung: Kurzer Bericht von einer Reise auf den Gipfel des Montblanc, im August 1787, Akademische Buchhandlung, Estrasburgo 1788. 40 p. Facsímiles Fines Mundi Verlag, Saarbrücken 2008

- Défense de l'Hygromètre à cheveu. 82 p. Genf 1788

- Description de deux nouvelles espèces de trémelles douées d’un mouvement spontané. J. de Physique 37: 401-409, 1790

- Manuscrits et publications de Horace-Bénédict de Saussure sur l'origine du basalte. Zusammenstellung von Albert V. Carozzi, 769 p. Éditions Zoé, Genf 2000. ISBN 2-88182-411-0
- La abreviatura «Sauss.» se emplea para indicar a Horace-Bénédict de Saussure como autoridad en la descripción y clasificación científica de los vegetales.[16]